# هولدن غراينر
هولدن غراينر (بالإنجليزية: Holden Greiner)‏ مواليد 25 مارس 1991 في ترافيرس سيتي، هو لاعب كرة سلة أمريكي. بدأ مسيرته الاحترافية في سنة 2013. يلعب مع لندن لايتنينج في دوري كندا الوطني لكرة السلة. يبلغ طوله 6 قدم 8 بوصة (2.0 م). لعب مع أيه إي كي لارنكا ولندن لايتنينج.

## روابط خارجية
- هولدن غراينر على موقع كرة السلة الأوروبية.كوم (الإنجليزية)
- هولدن غراينر على موقع كلية كرة السلة في سبورتس رفرنس.كوم (الإنجليزية)
- هولدن غراينر على موقع ريلجم (الإنجليزية)
- هولدن غراينر على موقع بروبوليرز (الإنجليزية)